# Cyanoacrylat
Cyanoacrylat (akronym "CA") er en generisk betegnelse for hurtigtvirkende lime som f.eks. ethyl-2-cyanoacrylate (almindeligvis solgt under flere handelsnavne bl.a. superlim), n-butyl-cyanoacrylate (anvendes i veterinærlime Vetbond og LiquiVet) – og 2-octyl cyanoacrylate (anvendes i flydende bandager såsom Indermil, Histoacryl, Dermabond, Nexaband og Traumaseal). Cyanoacrylate lime kendes også som "sekundlim".